# زن‌ایر
زن‌ایر (به انگلیسی: ZanAir) یک شرکت هواپیمایی با کد یاتا B4 است. دفتر مرکزی زن‌ایر در زنگبار، تانزانیا واقع شده‌است و قطب این شرکت هواپیمایی در فرودگاه بین‌المللی زنگبار قرار دارد و به ۷ مقصد، پرواز مستقیم انجام می‌دهد.